# Troll 2
Pour les articles homonymes, voir Troll (homonymie).
Ne doit pas être confondu avec Troll 2 (film, 2025).
Pour plus de détails, voir Fiche technique et Distribution.
Troll 2 est un film d'horreur italo-américain réalisé par Claudio Fragasso, sorti en 1990 aux États-Unis. Il s'agit d'une fausse suite au film Troll, sorti en 1986.

## Synopsis
La famille Waits passe ses vacances dans la ville de Nilbog. Rapidement, leurs vacances tournent au cauchemar, car la ville est infestée de gobelins végétariens qui veulent transformer la famille en plantes pour les manger.

## Fiche technique
- Titre : Troll 2
- Réalisation : Claudio Fragasso sous le pseudonyme de Drake Floyd
- Scénario : Rossella Drudi et Drake Floyd
- Production : Brenda Norris, Joe D'Amato et Asher Zulkosky Larson
- Musique originale : Carlo Maria Cordio
- Cinématographie : Giancarlo Ferrando
- Montage :  Vania Friends
- Format : 35 mm
- Pays :  Italie -  États-Unis
- Distribution : Epic Productions, Metro-Goldwyn-Mayer
- Langue : Anglais
- Costumes : Laura Gemser[1]

## Distribution
- Michael Stephenson (VF : Brigitte Lecordier) : Joshua Waits
- George Hardy (en) (VF : Jean-Philippe Puymartin) : Michael Waits
- Margo Prey : Diana Waits
- Connie McFarland (VF : Marie-Eugénie Maréchal) : Holly Waits
- Robert Ormsby : grand-père Seth
- Deborah Reed : Creedence Leonore Gielgud
- Jason Wright (VF : Paolo Domingo) : Elliott Cooper
- Darren Ewing (VF : Christophe Lemoine) : Arnold
- Jason Steadman : Drew
- David McConnell : Brent
- Gary Carlston : shérif Gene Freak
- Christina Reynolds (VF : Sylvie Jacob) : Cindy
- Mike Hamill (VF : Marc François) : révérend Bells
- Don Packard : propriétaire du magasin
- Glenn Gerner : Peter
- Michele Abrams : la fille dans la forêt
- Lance C. Williams : Mr Presents

## Production

### Tournage
Même s'il est réalisé par une équipe de production italienne, le film fut tourné dans l'État de l'Utah aux États-Unis.

## Accueil et critiques
Le film est souvent considéré par la critique comme étant un des pires films produit au cinéma, le site Internet Rotten Tomatoes lui donne une note de 6 %. Il a gagné au fil des années un statut de nanar culte, notamment pour le jeu d'acteurs, les dialogues, les nombreux faux raccords et son scénario ridicule.
L'enfant acteur du film, Michael Stephenson, est revenu sur le développement du film au travers d'un documentaire en 2009, Best Worst Movie.